# 2-я Тифлисская мужская гимназия
2-я Тифлисская мужская гимназия имени Великого князя Михаила Николаевича — гимназия в Тифлисе, входившая в ведение Кавказского учебного округа.

## История
Была учреждена в 1874 году в качестве прогимназии, а с 1881 года действовала в качестве гимназии. В качестве почетных попечителей выступили Михаил Осипович Арамянц и Герасим Иосифович Тумаев.
5 октября 1893 года на Великокняжеской улице № 52 (в настоящее время улица Дмитрия Узнадзе) было заложено новое здание гимназии. Финансированием строительства занимался Михаил Осипович Арамянц. 24 мая 1899 года домовую церковь и новое здание гимназии освятил экзарх Грузии архиепископ Флавиан (Городецкий).
В 1901 году в гимназии обучалось всего 765 учащихся (из них: русские — 293, грузины — 184, армяне — 170, татары — 8, горцы — 7, евреи — 20, другие национальности — 83). В 1906 году обучалось всего 869 мальчиков, в 1913 году — 765 учащихся. В 1900 году, в связи с переездом в Тифлис, в гимназию был зачислен Николай Гумилёв, перешедший 5 января 1901 года в 1-ю Тифлисскую мужскую гимназию.

## Директора
- Лилов, Александр Ильич (1874 — 20 апреля 1890)
- Дрбоглаз Иосиф Федорович (дсс)